# Juan Molinar Horcasitas
Juan Francisco Molinar Horcasitas (* 18. Dezember 1955 in Chihuahua; † 20. Mai 2015 in Mexiko-Stadt) war ein mexikanischer Politikwissenschaftler, Hochschullehrer und Politiker der Partido Acción Nacional (PAN), der zwischen 2006 und 2009 Generaldirektor des Institutes für soziale Sicherheit IMSS (Instituto Mexicano del Seguro Social) sowie anschließend von 2009 bis 2011 Minister für Kommunikation und Verkehr SCT (Secretarío de Comunicaciones y Transportes) in der Regierung von Präsident Felipe Calderón war.

## Leben

### Studium, Hochschullehrer und Autor
Molinar Horcasitas absolvierte nach dem Schulbesuch ein Studium der Politikwissenschaften am El Colegio de México (COLMEX), das er mit einem Master abschloss. Ein weiteres postgraduales Studium der Politikwissenschaften an der University of California beendete er mit einem Doktor. Im Anschluss war er als Hochschullehrer tätig und hatte Professuren am COLMEX, am Unabhängigen Technologischen Institut von Mexiko ITAM (Instituto Tecnológico Autónomo de México), an der Nationalen Autonomen Universität von Mexiko UNAM (Universidad Nacional Autónoma de México), an der Universidad Autónoma Metropolitana (UAM) sowie an der Lateinamerikanischen Fakultät für Sozialwissenschaften FLACSO (Facultad Latinoamericana de Ciencias Sociales) inne. 
Neben Sachbüchern wie El tiempo de la legitimidad: Elecciones, autoritarismo y democracia en México (1991) veröffentlichte er zahlreiche Artikel zu Politikwissenschaften, Parteien und Wahlsystemen in akademischen Fachzeitschriften und Büchern in Mexiko, aber auch in den USA und im Vereinigten Königreich. Ferner verfasste er Artikel für die Tageszeitung El Universal, eine der auflagenstärksten Zeitungen des Landes, und war ferner Teilnehmer an Programmen des Fernsehsenders Multivisión sowie Artikelschreiber für die Zeitschrift Reforma.

### Unterstaatssekretär und Abgeordneter
Bei den Wahlen 1994 fungierte Molinar Horcasitas als Verwaltungsdirektor für Recht und politische Parteien beim Bundeswahlinstitut IFE (Instituto Federal Electoral) und gehörte anschließend zwischen November 1996 und November 2000 als Mitglied dem Wahlrat (Consejero Electoral) des IFE an, das für die Durchführung der Wahlen des Landes zuständig ist.
Während der Amtszeit von Präsident Vicente Fox war er vom 1. Dezember 2000 bis Mai 2002 Unterstaatssekretär für politische Entwicklung (Subsecretario de Desarrollo Político) im Innenministerium SEGOB (Secretaría de Gobernación). Nach einer vorübergehenden Wiederaufnahme seiner Lehrtätigkeit wurde er im Juli 2003 Sprecher der Partido Acción Nacional (PAN) und für diese bei den darauf folgenden Wahlen zum Mitglied des Abgeordnetenhauses (Cámara de Diputados) gewählt, dem Unterhaus des Kongresses der Union (Congreso de la Unión). Während seiner Parlamentszugehörigkeit war er zwischen 2003 und 2006 Koordinator für Wirtschaftsangelegenheiten der PAN-Fraktion im Abgeordnetenhaus.
Molinar Horcasitas gehörte bei der Präsidentschaftswahl vom 2. Juli 2006 zum Wahlkampfteam des Kandidaten der PAN, Felipe Calderón, und war in diesem Koordinator für politische Untersuchungen und Analysen.

### Generaldirektor des IMSS und die Tragödie von Hermosillo
Nach dem Wahlsieg Calderóns wurde Horcasitas von diesem am 1. Dezember 2006 als Nachfolger von Fernando Flores y Pérez zum Generaldirektor des Institutes für soziale Sicherheit IMSS (Instituto Mexicano del Seguro Social) ernannt. Diese Funktion als Generaldirektor des IMSS, das neben dem für die Staatsbediensten zuständigen Institutes für Sicherheit und soziale Dienste ISSTE (Instituto de Seguridad y Servicios Sociales de los Trabajadores del Estado) die soziale Absicherung von rund 60 Prozent der Bevölkerung gewährleistet, bekleidete er bis zu seiner Ablösung durch Daniel Karam Toumeh am 4. März 2009.
Wenige Monate nachdem Horcasitas das Amt als Generaldirektor des IMSS abgegeben hatte, kam es zur Tragödie von Hermosillo, der Hauptstadt des Bundesstaates Sonora. Bei einem Großbrand in einem Kindergarten in der Stadt sind am 5. Juni 2009, einem Freitag, 43 Kleinkinder getötet worden.  In der Folgezeit wurde die Verbesserung der Brandschutzbestimmungen für solche Einrichtungen in der mexikanischen Öffentlichkeit diskutiert. Horcasitas wurde zunächst die Mitverantwortung für die Tragödie vorgeworfen, da die IMSS Betreiberin des Kindergartens war. Letztlich sprach ihn der Oberste Gerichtshof von Mexiko SCJN (Suprema Corte de Justicia de la Nación) nach Anhörungen im Juni 2010 von diesen Vorwürfen frei.

### Minister für Kommunikation und Verkehr
Molinar Horcasitas selbst wurde einen Tag zuvor am 3. März 2009 von Präsident Calderón im Rahmen einer Kabinettsumbildung als Nachfolger von Luis Téllez Minister für Kommunikation und Verkehr SCT (Secretarío de Comunicaciones y Transportes) ernannt. Diesen Ministerposten übte er aus, bis er am 7. Januar 2011 bei einer neuerlichen Regierungsumbildung durch Dionisio Pérez-Jácome Friscione abgelöst wurde.
Bei der darauf folgenden Präsidentschaftswahl am 1. Juli 2012 gehörte er ebenfalls zum Wahlkampfteam der Kandidatin der PAN, Josefina Vázquez Mota, die allerdings nach dem Wahlsieger Enrique Peña Nieto von der Partido Revolucionario Institucional (PRI), auf den 18.727.398 Stimmen (38,15 Prozent) entfielen, und Andrés Manuel López Obrador von der Partido de la Revolución Democrática (PRD), der auf 15.535.117 Stimmen (31,64 Prozent) kam, mit 12.473.106 Stimmen (25,40 Prozent) nur den dritten Platz belegte.
Im Oktober 2013 wurde Molinar Horcasitas zum Direktor der Fundación Rafael Preciado Hernández ernannt, eine nach einem der Mitgründer der Partido Acción Nacional benannten Stiftung.

## Veröffentlichungen
- El tiempo de la legitimidad: Elecciones, autoritarismo y democracia en México, 1991
- Los procedimientos legislativos en la Cámara de Diputados, 1917-1964, 2009